# Vordemwald

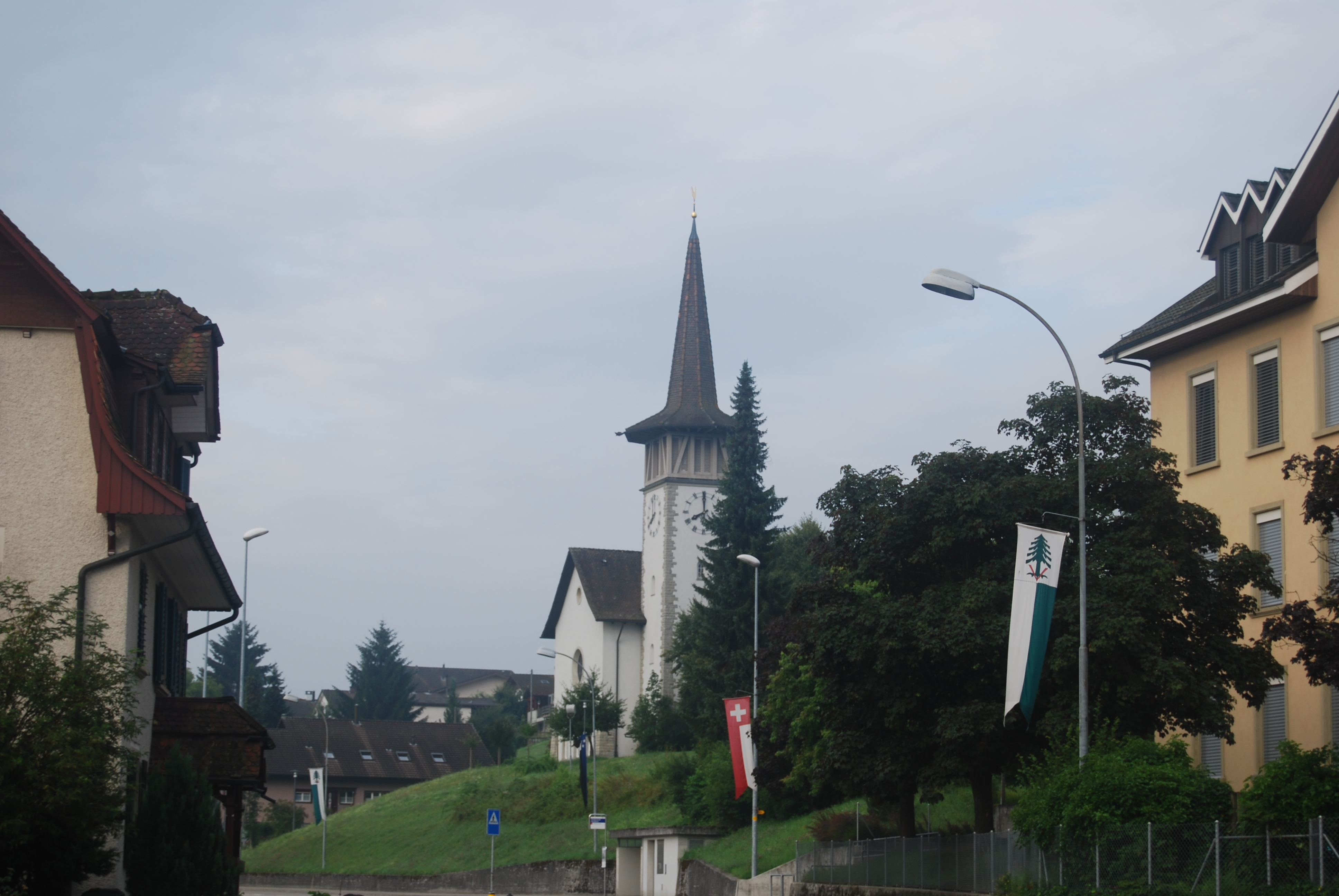
Vordemwald

Vordemwald is een gemeente en plaats in het Zwitserse kanton Aargau en maakt deel uit van het district Zofingen.
Vordemwald telt 1.815 inwoners.